# Josef Link

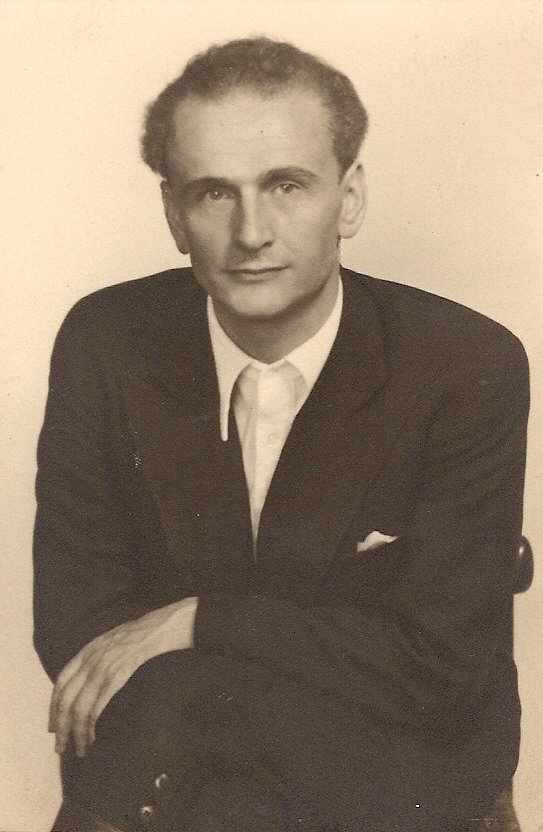
Josef Link um 1942 in Hamburg

Josef Link (* 28. Mai 1902 in Moskau; † 12. März 1947 in Pskow (Pleskau), Russland, hingerichtet nach Todesurteil durch ein sowjetisches Militärtribunal und rehabilitiert am 28. Januar 2011 durch die russische Militärstaatsanwaltschaft Moskau) war ein deutscher Maler, Zeichner und Grafiker.

## Leben
Josef Link ist insbesondere im Hamburger Raum durch Ausstellungen (1936 bis 1943) von impressionistischen Werken bekannt geworden. Der aus dem russischen Bürgertum stammende Link überstand als Jugendlicher mit seiner Familie die Verbannung nach Sibirien und siedelte 1920 nach Hamburg über. Er war dort als Kunsterzieher an Hamburger Gymnasien tätig und Privatlehrer für Malerei, Zeichnen und Grafik. Mit dem Hamburger Künstlerkollegen, Otto Schirop (1904–1958), betrieb Link ein Atelier in Hamburg Mühlenstraße 8, das im Sommer 1941 mit vielen Werken abbrannte.

## Ausstellungen (Auswahl)
- 1937: Gemeinschaftsausstellung, Kunstverein in Hamburg[1]
- 1938: Gemeinschaftsausstellung im Atelier Mühlenstraße 8 (mit Otto Schirop, Will Schrammen und Carl Uher)[2]
- 1943: Hamburger Künstler im Wehrdienst stellen aus, Gemeinschaftsausstellung, Hamburger Kunsthalle[3]

## Werke (Auswahl)
- 19??: Sonnenblumen[1]
- 1937: Türke[1]